# Live at the Grand Olympic Auditorium
Albums de Rage Against the Machine
Renegades
Live at the Grand Olympic Auditorium est un album live de Rage Against the Machine. Ce live a été enregistré les 12 et 13 septembre 2000 lors des deux derniers concerts avant la séparation du groupe (qui s'est d'ailleurs reformé en 2007). Il est sorti fin 2003 en CD et en DVD, trois ans après la séparation du groupe.

## L'album
L'album est sorti le 25 novembre 2003. Certains titres sont tirés du concert du 12, d'autres du concert du 13.

### Titres
1. Bulls On Parade
2. Bullet in the Head
3. Born Of a Broken Man
4. Killing in the Name
5. Calm Like a Bomb
6. Testify
7. Bombtrack
8. War Within a Breath
9. I'm Housin
10. Sleep Now in the Fire
11. People of the Sun
12. Guerrilla Radio
13. Kick Out The Jams
14. Know Your Enemy
15. No Shelter
16. Freedom

## Le DVD
Le DVD est sorti le 9 décembre 2003, 2 semaines après la sortie de l'album. Contrairement au CD, les titres du DVD sont uniquement ceux du concert du 13, c'est donc la vidéo du dernier concert de Rage Against The Machine (à la date de sortie du DVD, avant la reformation du groupe qui fit le plus grand bonheur de leurs nombreux fans).

### Titres
1. Bulls on Parade
2. Bombtrack
3. Calm Like a Bomb
4. Bullet in the Head
5. Sleep Now in the Fire
6. War Within a Breath
7. I'm Housin'
8. Killing in the Name
9. Born of a Broken Man
10. No Shelter
11. Guerrilla Radio
12. How I Could Just Kill a Man
13. Kick Out the Jams
14. Testify
15. Freedom

### Bonus

#### Vidéos live bonus
1. People of the Sun
2. Know Your Enemy

#### Concert de protestation à la convention nationale démocrate de 2000
1. Bulls on Parade
2. Testify
3. Guerrilla Radio
4. Sleep Now in the Fire
5. Freedom
6. Killing in the Name

#### Clips
1. How I Could Just Kill a Man
2. Bombtrack